# نازک‌میر سرافراز
نازک‌میر سرافراز (زاده: ۱۳۳۹، قندوز - درگذشتهٔ ۱۵ عقرب (آبان) ۱۳۸۶ بغلان) سیاست‌مدار افغانستانی و نماینده مردم قندوز در دوره پانزدهم مجلس نمایندگان افغانستان بود. وی در اثر یک حمله انتحاری در تاریخ ۱۵ عقرب (آبان) ۱۳۸۶ در بغلان کشته شد.

## زندگی‌نامه
نازک‌میر سرافراز متولد ۱۳۳۹ از ولایت قندوز افغانستان بود. وی فارغ‌التحصیل رشته ریاضی در مؤسسه عالی تربیت معلم ولایت قندوز بود.

## دیگر فعالیت‌ها
- معلم.[۱]
- تجارت آزاد.[۱]

## ترور
نازک‌میر سرافراز هنگامی که همراه با هیئت اقتصادی پارلمان افغانستان به ریاست سید مصطفی کاظمی برای افتتاح شرکت دوباره بازسازی شدهٔ منطقه بغلان صنعتی به آن منطقه رفته بود، در یک حمله انتحاری کشته شد.